# Jabuka (okręg zlatiborski)
Jabuka (cyr. Јабука) – wieś w Serbii, w okręgu zlatiborskim, w gminie Prijepolje. W 2011 roku liczyła 275 mieszkańców.